# Zapovednik Kedrovaja Pad
Zapovednik Kedrovaja Pad (Russisch: Кедровая Падь; "cedervallei") is een strikt natuurgebied in het district Chasanski in het uiterste zuidwesten van de Russische kraj Primorje. Het heeft een oppervlakte van 178,97 km².

## Geografie
Het reservaat ligt in het zuiden van het Russische Verre Oosten, tussen de westkust van de Amoerbaai en de grens met China, op de uitlopers van de gebergten Soechoretsjenski en Gakkelevski (gemiddeld 300-400 meter hoog; hoogste punt (zuiden van reservaat): Oeglovaja - 700 meter), die uitlopers vormen van het oostelijk Mantsjoerijs gebergte (onderdeel van het Mantsjoerijs-Koreaans gebergte) en samen ook wel het Zwarte Gebergte (Tsjorny chrebet) genoemd worden omdat de hellingen vroeger bedekt waren met de zwartkleurige Mantsjoerijse zilversparren. Een van de meest kenmerkende pieken is de Tsjalban, waarvan de top de vorm heeft van een bogatyrhelm. In het noordoosten van het reservaat liggen drie toppen die een bijna ronde vorm hebben en ook wel de 'Drie Gezusters' (Tri Sestri) worden genoemd.
Door het reservaat stroomt de Kedrovaja, een typisch sterk slingerend bergriviertje van amper 25 kilometer, maar met twee grote instromende beken aan linkerzijde; de Bertnikova en de Oleni.

## Geschiedenis
Het reservaat werd ingesteld in 1916 en vormt hiermee een van de oudste van Rusland. De instelling vond plaats omdat het gebied dreigde te verdwijnen als gevolg van een snelle vernietiging van de flora en fauna door de inwoners van de zuidelijke kraj Primorje. In de 19e eeuw vormde bijvoorbeeld de jacht op roofdieren een populair verdrijf en het doodden van Siberische tijger (Panthera tigris altaica) en amoerpanters (Panthera pardus orientalis) werd zelfs aangemoedigd. Het bos werd gezien als nutteloos omdat het vol zat met insecten en ander ongedierte dat zo snel mogelijk uitgeroeid diende te worden. Door al deze zaken namen flora en fauna in de periode ervoor snel af, waarop in 1911 werd besloten tot de instelling van het Bosbeheer van Slavjanka, dat vijf jaar later de hoogste beschermingsstatus kreeg van Rusland; de status van zapovednik (verboden gebied). Om de natuur te beschermen zijn verschillende boswachters aangesteld en bosbranden worden vanuit de lucht bestreden. In de periode na de val van de Sovjet-Unie werd de bewaking verscherpt en namen bosbranden en stroperij af.
Sinds 2004 is Kedrovaja Pad toegevoegd aan de lijst met biosfeerreservaat onder het Mens- en Biosfeerprogramma (MAB) van UNESCO.

## Planten
Het lokale klimaat verschilt er van andere delen van het Russische Verre Oosten door de invloed van tropische cyclonen; het is er warmer en vochtiger. Dit heeft eraan bijgedragen dat het gebied wordt gekenmerkt door een weelderige plantengroei. Het reservaat bestaat voor een groot deel uit bos (73,1% of 13094 ha), met daarnaast struikgewas en secundaire graslanden, die ontstonden door boskap en met name door bosbranden in het verleden. De onderbegroeiing is gevarieerd en rondom de bomen hangen soms lianen, die een lengte kunnen bereiken tot 30 à 35 meter. De ranken van de amoerdruif (Russisch: amoerwijnstok) en de mini-kiwi kunnen er een diameter van 10 tot 15 centimeter bereiken en geven het bos op plekken het aanzien van een tropisch regenwoud. Aan de bovenloop van de Kedrovaja komen Mantsjoerijse zilversparren voor, een soort die een hoogte van 45 tot 50 meter kan bereiken (leeftijd: 400 tot 500 jaar) en alleen in dit deel van de kraj Primorje groeit, omdat hier de Oost-Aziatische noordoostgrens van deze soort loopt. Andere soorten zijn de amoerlinde en Mantsjoerijse linde, Mongoolse eik, Betula costata, goudberk, Fraxinus mandschurica, kurkboom, Koreaanse balsempopulier, Koreaanse den, Ulmus laciniata en kleurenesdoorn (Acer mono). Onderbegroeiingssoorten die in het reservaat kunnen worden aangetroffen zijn bijvoorbeeld Philadelphus tenuifolius, Deutzia amurensis, 3 kamperfoeliesoorten (L. praeflorens, L. gibbiflora en L. ruprechtiana), Euonymus pauciflorus, Kalonymus macroptera, Ribes mandshuricum, Rubus komarovii en Siberische ginseng. Andere ginsengsoorten in het gebied zijn Aralia continentalis, A. cordata, A. elata, Eleutherococcus sessiliflorus, stekelboom, Oplopanax elatus en Panax ginseng. Het is de enige plek in de hele voormalige Sovjet-Unie waar zoveel klimopsoorten bijelkaar te vinden zijn. Andere planten die er kunnen worden gevonden zijn bijvoorbeeld Taxus cuspidata en de Japanse els (aan de kust). Op de noordelijke helling van het Soechoretsjenskigebergte (bovenloop Kedrovaja) groeit ongeveer 40 hectare Koreaanse pijnbomen (Russisch: "Koreaanse ceder"). Echte ceders komen er ondanks de naam nauwelijks voor.

## Dieren
De overvloedigheid aan planten draagt bij aan een grote diversiteit aan insecten, waarvan de meeste in juli en augustus actief zijn; de maanden waarin de overgang naar het volwassenheidstadium plaatsvindt. Voorbeelden van insecten zijn de vlindersoorten Actias artemis, Papilio maackii, Papilio xuthus, Ourapteryx ussurica en Euthalia schrenckii.
In de rivier de Kedrovaja zwemmen elf vissoorten en vormt een paaigebied voor een aantal zalmsoorten, zoals chumzalm, Japanse zalm en roze zalm. Meer voorkomende soorten zijn Dolly varden ('malma'), elrits en Savelinus. Er bevinden zich een klein aantal amfibieën en reptielen, als de Koreaanse vuurbuikpad, Rana chensinensis, Rana nigromaculata, Bufo raddei en Rana amurensis. Veel voorkomende amfibieën zijn de Siberische landsalamander, Bufo gargarizans en Dryophytes japonicus. In de bossen en graslanden komen gladde en ringslangen voor, alsook twee giftige slangensoorten en ook de Tachydromus amurensis (hagedissensoort) leeft in het gebied.
Felgekleurde vogelsoorten zijn onder andere de blauw-witte vliegenvanger, blauwe nachtegaal, ijsvogel, blauwe ekster, dollarvogel, Chinese wielewaal en de driekleurenvliegenvanger. In het reservaat nestelen onder andere de mandarijneend, roodflankbrilvogel, grijze menievogel, grijskeeldiksnavelmees, grijskopbuizerd, kleine sperwer. Verder komen al Rusland's vijf koekkoeksoorten er voor (koekoek, kortvleugelkoekoek, boskoekoek, kleine koekoek en Maleise sperwerkoekoek). Ook komen er zeven spechtensoorten voor, waaronder de Kizukispecht en de grijskapspecht. In de winter trekken er grote soorten als Stellers zeearend, zeearend, steenarend en monniksgier naartoe.
De meest voorkomende grote zoogdieren in het reservaat zijn het Siberische ree en het wild zwijn. Minder voorkomende soorten zijn het sikahert en het Siberisch muskushert en een heel enkele keer kunnen er katten als de Siberische tijger, Amoerpanter en Bengaalse tijgerkat worden gezien. Het gebied is relatief klein voor de Siberische tijger en deze doet het daarom slechts af en toe aan. De panter leeft met name in het centrale deel, daar het reservaat aan alle zijden omringd wordt door wegen en plaatsen, maar haar aantal neemt niet toe en gevreesd wordt voor het uitsterven van de soort. Andere roofdieren zijn de Aziatische zwarte beer en de das. Aan de randen van het reservaat komen vossen en wasbeerhonden voor.
In vruchtbare jaren komen er veel eekhoorns voor in de kruinen van de Koreaanse pijnbomen en Mandsjoerijse notenbomen. veel voorkomende knaagdiersoorten zijn de gewone vliegende eekhoorn, Mandsjoerijse haas, Siberische grondeekhoorn en Mogera robusta. De meest voorkomende muizensoort is de rosgrijze woelmuis. Ten slotte komen er ook veel Siberische wezels, Amerikaanse nertsen en otters voor. Meer zeldzame soorten zijn de kleine dwergspitsmuis en Sorex mirabilis (Russisch: reuzendwergspitsmuis; Engels: Oessoeri- of grote dwergspitsmuis), Murina ussuriensis ussuriensis en Myotis ikonnikovi.